# Cette terre qui est mienne
Pour plus de détails, voir Fiche technique et Distribution.
Cette terre qui est mienne (This Earth Is Mine) est un film américain en Technicolor et CinemaScope réalisé  par Henry King, sorti en 1959.

## Synopsis
Au début des années 1930, Elisabeth Rambeau débarque d'Angleterre pour la Californie où elle s'installe chez son oncle et sa tante, propriétaires d'un grand domaine viticole. Ils comptent la marier à un confrère afin de consolider leurs affaires, mais John, un cousin, s'oppose à ce projet.

## Fiche technique
- Titre original : This Earth Is Mine
- Réalisateur : Henry King
- Assistant-réalisateur : Joseph C. Behm
- Scénario : Casey Robinson d'après le roman de Tisdale Hobart The Cup and the Sword
- Musique : Hugo Friedhofer
- Son : Leslie Carey, Vernon Kramer
- Directeurs de la photographie : Winton C. Hoch, Russell Metty
- Décors : Oliver Emert, Russell A. Gausman, Ruby R. Levitt
- Montage : Ted J. Kent
- Costume : Bill Thomas
- Producteurs : Claude Heilman, Edward Muhl, Casey Robinson
- Société de production : Universal International Pictures, Vintage Productions
- Format : couleur (Technicolor) et CinemaScope - 2.35:1 - son : Mono (Westrex Recording System)
- Pays de production : États-Unis
- Langue : anglais
- Genre : Drame
- Durée : 125 min
- Dates de sortie : 
  - États-Unis : 26 juin 1959
  - France : 2 décembre 1959

## Distribution
- Rock Hudson (VF : André Falcon) : John Rambeau
- Jean Simmons (VF : Marcelle Lajeunesse) : Elisabeth Rambeau
- Dorothy McGuire (VF : Thérèse Rigaut) : Martha Fairon
- Claude Rains (VF : Jean Brochard) : Philippe Rambeau
- Kent Smith (VF : Yves Furet)  : Francis Fairon
- Anna Lee (VF : Renée Simonot) : Charlotte Rambeau
- Ken Scott  (VF : William Sabatier) : Luigi Griffanti
- Augusta Merighi : Mme Griffanti
- Francis Bethencourt : André Swann
- Stacy Graham : Monica
- Peter Chong : Chu
- Dan White : Le juge Guber
- Géraldine Wall : Maria
- Alberto Morin : Petucci
- Penny Santon : Mme Petucci
- Jack Mather (VF : Claude Bertrand) : Dietrich
- Ben Astar  (VF : Jean Violette) : Yakowitz
- Philip Tonge (non crédité) : Dr Albert Stone
- Alexander Lockwood (VF : Lucien Bryonne) : docteur Regis
- Emory Pamell (VF : René Fleur) : maître Berke

## Critiques
« Le sujet est intéressant, mais le scénario trop “riche” pour être parfaitement exprimé en images, fussent-elles, elles-mêmes, parfaites, ce qui est le cas. La couleur et les lieux très bien choisis, le grand écran, le charme ou le jeu des uns et des autres, s'ajoutent pour en faire un agréable spectacle. »